# Scytinopogon scaber
Scytinopogon scaber är en svampart som först beskrevs av Berk. & M.A. Curtis, och fick sitt nu gällande namn av D.A. Reid 1962. Scytinopogon scaber ingår i släktet Scytinopogon och familjen fingersvampar
.   Inga underarter finns listade i Catalogue of Life.